# Сосновка (Мишкинский район)
Сосновка (баш. Нарат, мар. Пӱнчер ял) — деревня в Мишкинском районе Республики Башкортостан Российской Федерации. Входит в состав Большесухоязовского сельсовета.

## География

### Географическое положение
Расстояние до:
- районного центра (Мишкино): 28 км,
- центра сельсовета (Большесухоязово): 3 км,
- ближайшей ж/д станции (Загородная): 98 км.

## Население
| 2002 | 2009 | 2010 |
| ---- | ---- | ---- |
| 633  | ↗638 | ↘615 |

Национальный состав
Согласно переписи 2002 года, преобладающая национальность — марийцы (93 %).